# ゆっきー@カフェ
『ゆっきー@カフェ』（ゆっきーアットマークカフェ）は、広島ホームテレビほか3局ネットで放送された全4話のミニ番組である。製作局の広島ホームテレビでは2007年12月5日から同年12月25日まで放送。

## 概要
川村ゆきえと広島ローカルタレント・中島尚樹がシチュエーションドラマ形式でNTTドコモのFOMA「905i」を紹介していたミニ番組で、カフェを経営している携帯好きの川村が、中島に「905iシリーズ」のちょっと得する機能とサービスを紹介するという設定で進行していた。

## 放送リスト
- 第1話 - ドコモの最新ケータイ★登場
- 第2話 - 世界ケータイ★905i
- 第3話 - 地図アプリ搭載★905i
- 第4話 - サクサクiモード★905i

## スタッフ
- 衣装協力：ACCES HIROSHIMA、PARIGOT
- 撮影協力：フルーツカフェTAMARU中の棚店
- 製作協力：EZMホームテレビ映像
- 製作著作：広島ホームテレビ

## ネット局・放送時間
番組表上では5分番組だったが、正味時間は150秒（2分半）だった。
| 放送対象地域   | 放送局                  | 系列           | 放送日時                                                          | 備考          |
| -------------- | ----------------------- | -------------- | ----------------------------------------------------------------- | ------------- |
| 香川県・岡山県 | 瀬戸内海放送 (KSB)      | テレビ朝日系列 | 月曜 24:10 - 24:15                                                | 2日先行ネット |
| 広島県         | 広島ホームテレビ (HOME) | テレビ朝日系列 | 水曜 23:10 - 23:15 （第1話 - 第3話） 火曜 23:10 - 23:15 （第4話） | 製作局        |
| 山口県         | 山口朝日放送 (yab)      | テレビ朝日系列 | 水曜 23:10 - 23:15 （第1話 - 第3話） 火曜 23:10 - 23:15 （第4話） | 同時ネット    |
| 鳥取県・島根県 | 山陰放送 (BSS)          | TBS系列        | 木曜 23:50 - 23:55                                                |               |